# Florian Stetter
Florian Stetter (Munique, 2 de agosto de 1977) é um ator alemão.

## Biografia
Florian Stetter viveu em Regensburg até os 17 anos. Em 1998, mudou-se para Munique. Ele é mais conhecido por seus papeis nos filmes Naked Among Wolves (2015), no qual ele foi indicado ao Emmy Internacional, Duas Irmãs, Uma Paixão (2014), selecionado como candidato da Alemanha para o Oscar de melhor filme estrangeiro, 14 Estações de Maria (2014) e Uma Mulher Contra Hitler (2005). 
Entre outros prêmios, ele venceu o troféu Max Ophüls-Price de Cinema, o Grimme-Price Award e o Prêmio Deutscher Fernsehpreis, além de ter sido nomeado como "Melhor Ator" para um Golden Nymph Award no Festival de Televisão de Monte Carlo. 
Florian Stetter mora atualmente em Berlim.

## Filmografia

### Filmes
- 2000: L’Amour
- 2001: Der schöne Tag
- 2004: Napola – Elite für den Führer
- 2005: Sophie Scholl – Die letzten Tage
- 2005: Liebes Spiel
- 2007: Rückkehr der Störche
- 2010: Nanga Parbat
- 2013: Der Geschmack von Apfelkernen
- 2014: Die geliebten Schwestern
- 2014: Kreuzweg
- 2016: SMS für dich
- 2018: Idioten der Familie
- 2018: Petting statt Pershing
- 2021: Der Boandlkramer und die ewige Liebe

### Telefilmes
- 2001: Riekes Liebe
- 2002: Die Freunde der Freunde
- 2004: Vater werden ist nicht schwer
- 2004: Mein Vater, meine Frau und meine Geliebte
- 2005: Wellen
- 2005: Schiller
- 2007: Paparazzo
- 2007: Der geheimnisvolle Schwiegersohn
- 2008: Der Seewolf
- 2009: Die Wölfe
- 2011: Inklusion – gemeinsam anders
- 2012: Die Verführerin Adele Spitzeder
- 2014: Die Frau aus dem Moor
- 2014: Die reichen Leichen. Ein Starnbergkrimi
- 2015: Eine wie diese
- 2015: Nackt unter Wölfen
- 2015: Simon sagt auf Wiedersehen zu seiner Vorhaut
- 2016: Die Ermittler – Nur für den Dienstgebrauch
- 2016: Das Sacher
- 2017: Das doppelte Lottchen
- 2018: Lost & Found
- 2018: Unterwerfung
- 2019: Wiener Blut
- 2019: Kranke Geschäfte
- 2019: Die drei Königskinder
- 2020: Im Abgrund
- 2022: Gesicht der Erinnerung
- 2022: In falschen Händen

### Programas e séries de televisão
- 2009: Tatort: … es wird Trauer sein und Schmerz
- 2009–2011: Kommissarin Lucas
  - 2009: Kommissarin Lucas – Vergessen und Vergeben
  - 2010: Kommissarin Lucas – Aus der Bahn
  - 2010: Kommissarin Lucas – Spurlos
  - 2010: Kommissarin Lucas – Wenn alles zerbricht
  - 2011: Kommissarin Lucas – Am Ende muss Glück sein
  - 2011: Kommissarin Lucas – Gierig
- 2011: Polizeiruf 110: Zwei Brüder
- 2011: SOKO Leipzig (Episódio Mission to Mars)
- 2018: Weissensee (6 episódios)
- 2019: Die Chefin (Episódio Fremder Sohn)
- 2020: Dunkelstadt (Episódio Traumfänger)
- 2021: Friesland: Haifischbecken
- 2021: Helen Dorn: Die letzte Rettung
- 2021: Jenseits der Spree (Episódio Blutsbande)
- 2021: Vienna Blood – Vor der Dunkelheit
- 2022: Katharina Tempel – Was wir verbergen
- 2022: Ein Schritt zum Abgrund (4 episódios)[3]
- 2023: Ein starkes Team: Im Namen des Volkes